# Enemigos de la castidad
Enemigos de la castidad es el cuarto álbum de estudio de la banda española Lujuria y fue publicado en formato de disco compacto por la discográfica Locomotive Music en el año de 2001. Fue relanzado en el 2004 por la misma compañía.
El grupo contrató a la teclista Nuria de la Cruz y grabó —según en las palabras de la misma banda— el material discográfico más completo de todos.  El cantante Óscar Sancho y el baterista César Frutos compusieron todos los temas de este disco.
Este álbum fue el primero en publicarse en América Latina y enlista una canción llamada «Larga vida al rock 'n' roll», la cual es del grupo español Barón Rojo.
Después de grabar Enemigos de la castidad Lujuria realizó una gira por España y Latinoamérica.

## Lista de canciones
Todas las canciones fueron compuestas por Óscar Sancho y César Frutos, excepto donde se especifica lo contrario.

| Side one |                                                     |                                      |          |  |
| N.º      | Título                                              | Escritor(es)                         | Duración |  |
| 1.       | «Por encima de nuestros enemigos (P. E. N. E.)»     |                                      | 1:01     |  |
| 2.       | «Lección de sexo»                                   |                                      | 5:06     |  |
| 3.       | «Lilith»                                            |                                      | 6:42     |  |
| 4.       | «No soy carne de cañón»                             |                                      | 6:33     |  |
| 5.       | «Cinturón de castidad»                              |                                      | 5:45     |  |
| 6.       | «María Martillo (una santa)»                        |                                      | 5:11     |  |
| 7.       | «Beso negro»                                        |                                      | 4:58     |  |
| 8.       | «Mr. Condom»                                        |                                      | 5:15     |  |
| 9.       | «Larga vida al rock 'n' roll» (cóver de Barón Rojo) | Armando de Castro / Carlos de Castro | 3:40     |  |
| 10.      | «Merece la pena»                                    |                                      | 4:02     |  |
| 11.      | «La favorita del rey»                               |                                      | 5:58     |  |

## Créditos
- Óscar Sancho — voz
- Julio Herranz — guitarra líder
- Jesús Sanz — guitarra rítmica
- Javier Gallardo — bajo
- César de Frutos — batería
- Nuria de la Cruz — teclados